# Canadian Premier League 2023
De Canadian Premier League 2023 was het vijfde seizoen van de hoogste voetbalafdeling van Canada.
Cavalry FC eindigde als winnaar van de reguliere competitie met 13 punten voorsprong. In de seizoensfinale won Forge FC echter met 2-1 van Cavalry, waardoor Forge hun vierde eindzege in vijf jaar tijd behaalde.

## Wijzigingen
Vanaf het seizoen 2023 plaatste voor het eerst zowel de kampioen als de winnaar van de reguliere competitie zich voor de CONCACAF Champions League.
De nieuw opgerichte club Vancouver FC uit Langley kwam dit seizoen voor het eerst uit in de CPL, waardoor er voor het eerst twee teams uit Brits-Columbia deelnamen. FC Edmonton werd daarentegen uit de CPL verbannen wegens onder meer gebrekkige infrastructuur en een gebrek aan supporters.
De play-offs werden hervormd van een systeem met twee halve finales en één finale, naar een complexere play-offvariant van het type Page. 

## Clubs
De competitie telde net als de voorgaande drie jaargangen acht clubs. Het betreft drie teams uit Ontario, twee teams uit Brits-Columbia en één team uit zowel Alberta, Manitoba als Nova Scotia.
| Team            | Plaats           | Provincie      |
| --------------- | ---------------- | -------------- |
| Atlético Ottawa | Ottawa           | Ontario        |
| Cavalry FC      | Foothills County | Alberta        |
| Forge FC        | Hamilton         | Ontario        |
| HFX Wanderers   | Halifax          | Nova Scotia    |
| Pacific FC      | Langford         | Brits-Columbia |
| Valour FC       | Winnipeg         | Manitoba       |
| Vancouver FC    | Langley          | Brits-Columbia |
| York United FC  | Toronto          | Ontario        |

## Competitie

### Reguliere competitie
De acht teams speelden ieder viermaal tegen elkaar om zo tot een klassement op basis van 28 wedstrijden te komen. Op het einde van de reguliere competitie stoten de vier hoogst gerangschikte teams door naar de eindronde.
| Nr. | Club             | GS | W  | G | V  | DV | DT | DS  | PTN |
| --- | ---------------- | -- | -- | - | -- | -- | -- | --- | --- |
| 1.  | Cavalry FC       | 28 | 16 | 7 | 5  | 46 | 27 | +19 | 55  |
| 2.  | Forge FC         | 28 | 11 | 9 | 8  | 39 | 32 | +7  | 42  |
| 3.  | HFX Wanderers FC | 28 | 11 | 9 | 8  | 39 | 32 | +7  | 42  |
| 4.  | Pacific FC       | 28 | 11 | 7 | 10 | 42 | 35 | +7  | 40  |
| 5.  | York United FC   | 28 | 11 | 5 | 12 | 35 | 44 | -9  | 38  |
| 6.  | Atlético Ottawa  | 28 | 10 | 6 | 12 | 38 | 34 | +4  | 36  |
| 7.  | Vancouver FC     | 28 | 8  | 5 | 15 | 28 | 50 | -22 | 29  |
| 8.  | Valour FC        | 28 | 6  | 8 | 14 | 25 | 38 | -13 | 26  |

### Play-offs
De play-offs werden voor het eerst gehouden volgens het Page-systeem, dat vooral bij cricket en softbal gebruikt wordt. In dit systeem spelen eerst de nummers 4 en 5 een play-in-ronde, waarna de winnaar van dat duel tegen de nummer 3 de "kwartfinale" speelt. Anderzijds spelen gelijktijdig aan die laatstgenoemde match ook de nummer 1 en 2 tegen elkaar de "eerste halve finale". 
De volgende match is dan de "tweede halve finale", waarin enerzijds de winnaar van de "kwartfinale" en anderzijds de verliezer van de "eerste halve finale" het tegen elkaar opnemen. De winnaar van deze "tweede halve finale" neemt het uiteindelijk in de finale op tegen de winnaar van de "eerste halve finale".
- 11 oktober 2023: play-in-ronde: Pacific FC 1–0 York United FC
- 14 oktober 2023: kwartfinale: HFX Wanderers FC 0–1 Pacific FC
- 14 oktober 2023: eerste halve finale: Cavalry FC 1–2 Forge FC
- 21 oktober 2023: tweede halve finale: Cavalry FC FC 2–1 Pacific FC
- 28 oktober 2023: finale: Forge FC 2–1 Cavalry FC

Forge FC wont uiteindelijk de finale met 2–1 tegen Cavalry FC, waardoor ze hun vierde eindzege behaalden. Cavalry verloor op hun beurt reeds voor de derde maal de finale.
2019 · 2020 · 2021 · 2022 · 2023 · 2024